# Френккардаші

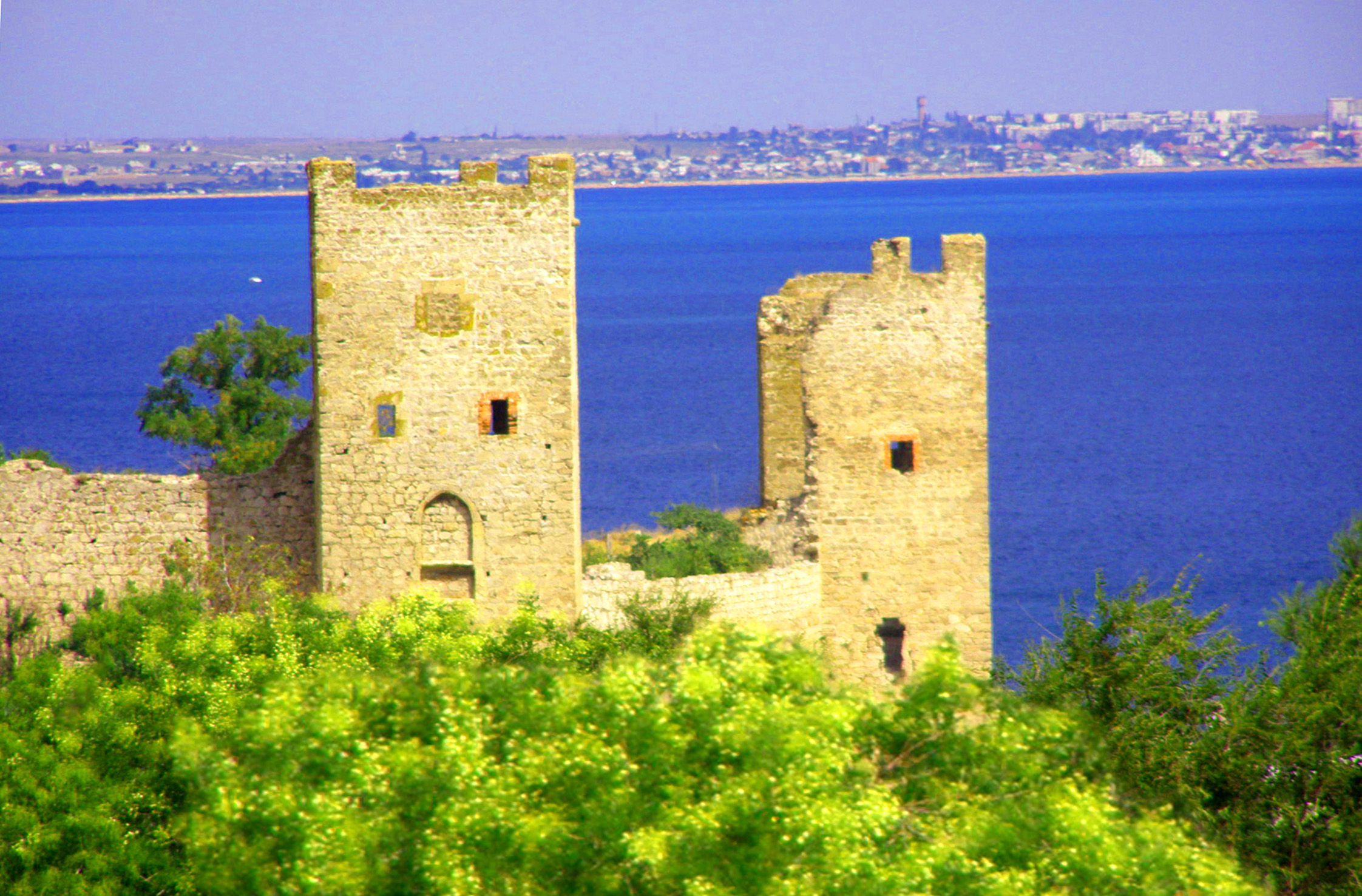
Генуезька фортеця у Кафі (Феодосія)

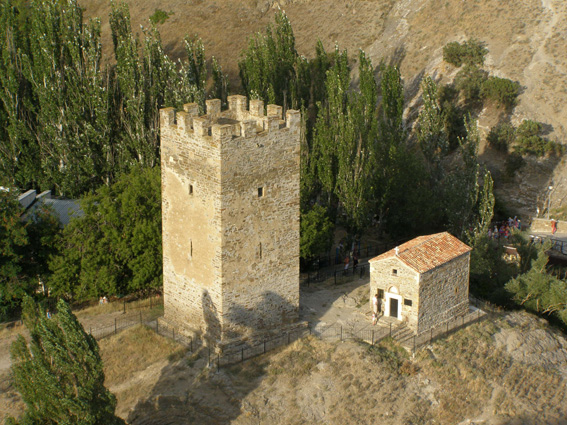
Вежа Фредеріко Астаґверра (Портова), 1386 р. і храм 12-ти апостолів. Судак

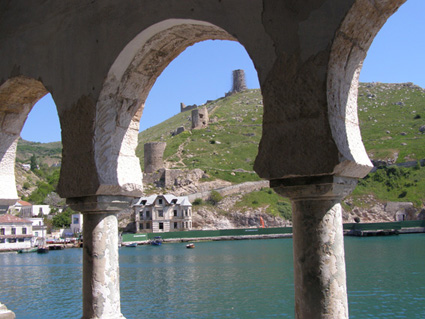
Генуезька фортеця Чембало (Балаклава)

Френккардаші́, або черкеси-франки,черкеси-католики — не існуюча сьогодні етноконфесійна група черкеського народу, поширена в Середні віки в Зихії (Черкесії), а також в генуезьких колоніях в Північному Причорномор'ї.

## Етнічна історія
Поява етноконфесійної групи френккардаші́в пов'язана з проникненням в басейн Чорного моря генуезців, які у 1169 році першими домоглися від імператора Мануїла I Комніна найважливішого указу, за яким їм дозволялося торгувати в Чорному морі. Потім, у 1265 році, побоюючись надмірного посилення Генуї, Михаїл VIII Палеолог допустив у Чорне море й венеційців. Тим не менш, провідні позиції в регіоні Чорномор'я так і залишилися за представниками Генуї.
Своє основне торгове поселення генуезці розмістили неподалік від того місця, де була антична Теодосія. Урочище, в якому розташувалися генуезці, називалося Кафа. Це назва була перенесена й на поселення генуезців. Одним з головних торговельно-економічних партнерів Кафи з самого початку стала Зихія. На території між Таною (Азов) і Себастополісом (Сухум), заселеної в ті часи черкесами, в XIII-XV ст. налічувалося 39 торгових поселень генуезців. Всі ці поселення, в більшості випадків квартали, розміщувалися в приморських зихских (черкеських) населених пунктах і містах. Генуезці в Зихіі оселялися виключно за згодою місцевих князів чи вождів. Найбільшими серед яких були Матрега (сьогодні — Тамань), Мапа (сьогодні — Анапа), Батіяр (сьогодні — Новоросійськ) і Копа (сьогодні — Слов'янськ-на-Кубані). У своїх колоніях генуезці будували католицькі храми. Центром місіонерської діяльності Католицької церкви в даному регіоні стала Кафа.
Але успіхи католицьких місіонерів були незначні. Кубанський історик П. Короленко зазначав:
|  | Католицьким місіонерам було не під силу поширення християнства за відсутності в черкесів писемності та нерозуміння ними мови місіонерів. Святе Письмо не можна було тоді перекласти на черкеську мову, щоб здійснювати по ньому богослужіння. Усний переклад незрозумілих латинських слів не досягав мети. Місіонери могли навчити горян тільки деяких християнських обрядів. |

Проте, деякі зихські князі переходять у католицьку віру. Серед таких фігурують: Верзахт, що постійно листувався з Папою Іоанном XXII і «старанний прихильник» католицької віри, правитель Воспоро (сучасна — Керч) у 1320-х роках — Міллен. До 1333 відноситься лист Папи Римського Іоанна XXII до черкеського князя Верзахта, який був навернений у католицтво падре Франческо ді Камеріно, що проповідував в Воспоро. Папа дякував Верзахту за «старанність» на користь католицизму. Таким чином, на початку 14 ст. черкеси вже мали одного католицького архієпископа з резиденцією в Матрезі і дві єпископські кафедри. Францисканець Іоанн, перший католицький єпископ, що з'явився в Черкесії у 1349 р., був за походженням черкеським аристократом. У ранг єпископа він зведений під час свого перебування в Римі папою Клементом VI в 1346 році.
Про поширення католицтва серед окремих груп населення свідчить і думка сучасного історика Є. Алексєєвої:
|  | Генуезці намагалися нав'язати черкесам католицтво, але безуспішно. Католицтво приймали лише окремі черкеські князі. Католицькі місіонери не цуралися жодних методів, поширюючи своє віровчення. Іноді вони вдавалися навіть до насильства, що викликало заворушення серед черкеського населення. Черкеси не хотіли приймати католицтва, й велика частина їх продовжувала сповідувати грецьку віру. Грецька (візантійська) церква здобула повну перемогу над католицтвом. |

Злиттю окремих груп місцевого населення та генуезців сприяли змішані шлюби. Отже, етнографічна група френккардашів виникла в результаті місіонерської діяльності Католицької церкви та змішаних шлюбів. Свою назву дана етнографічна група черкесів отримала від католицьких ченців-францисканців, які займалися місіонерською діяльністю в Зихії в 13-14 століттях. За конфесією черкеси-франки були католиками, а культурно та лінгвістично майже нічим не різнилися від черкесів.
Рубіж у міжнародному житті Середземномор'я та Кавказу поклав 1453 рік, що ввійшов в історію, як рік падіння Візантійської імперії. Це привело до турецької експансії на Балканах і в Анатолії. У 1458—1463 роках всі колишні візантійські володіння на Балканах стали османськими: в 1461 р. був захоплений Трапезунд; в 1463 р. — Боснія. Е. Ч. Скржинська відзначала, що існування італійських поселень після 1453 було «не більше ніж доживанням». Вже в 1454 османи здійснили першу експедицію в Крим і обложили Кафу. А 1 червня 1475 османський флот знову вкотре підійшов до Кафи і не зустрівши опору, приступив до облоги, яка закінчилась капітуляцією. Крах Кафи, проте, не означав негайного і повного припинення генуезької та італійської присутності в Чорномор'ї.
Еміддіо д'Асколі описав спільноту, яка перебувала в Криму в 1634 році:
|  | Всі ці обрядовості існують понині в наших латинських християн в Феччіале, що іменують себе черкесами-франками. Коли турки відібрали у генуезців Кафу, близько ста вісімдесяти років тому, багато хто зі знатних був відвезений в Константинополь, де їм відвели вулицю для житла ... Інші пішли в Чиркасію через своїх дружин, бо багато одружувалися чиркашанками, так що в даний час отримали від чиркасів назву френккардаші, що на їхній мові означає - «Френки наші брати». Інші ж залишилися при дворі хана, що дарував їм селище, зване Сівурташ, тобто гострокінцевий камінь, яке до цих пір існує і помітне здалеку. |

Френккардаші служили хану, він відправляв їх як послів до Польщі й до інших християнських правителів, зробив їх усіх спагі, тобто придворними дворянами; звільнив їх від сплати податей, десятини та інших податків. За словами того ж Еміддіо д'Асколі, не зважаючи на занепад католицької віри в даному регіоні, френккардаші залишились католиками, добре знали молитви «Отче наш» і «Богородице» латиною.

## Пізніші згадки
Згадки про френккардашів відносяться й до кін. XVI поч. XVII століття. За описом кавказьких народів коменданта Дербентської фортеці часів царя Петра I, німця Гербера, говориться, що кубетинці
|  | мають своє походження від генуезців, тому що в розмовах і піснях знаходимо слова генуезькі, речі під штемпелем оних, і гармати під генуезьким гербом, і притому кубетинські жінки й понині на печених хлібах роблять хрест, хоча і не знають, для чого. |

Пізніші згадки про перебування френккардашів на Кавказі відносяться до 1833 року. Французький учений Ф. Дюбуа де Монпере повідомляє про почуте ним у 1833 році в П'ятигорську від генерала Енгельгардта про генуезців.
|  | ... Житла франків або генуезців заповнювали головним чином долину Кисловодська, поширюючись навіть за річкою Кубанню. Один з вождів Франків полюбив дружину кабардинського вождя і просив кабардинця поступитися нею, але кабардинець і чути не хотів про це. Тим часом дружина кабардинця, можливо, любила франка або, швидше, керована бажанням послужити батьківщині, порадила своєму чоловікові поступитися нею франку, але з тим, щоб він виконав всі умови, які запропонує на третій день після весілля. Франки зібралися з кабардинцями в церкві за річкою Кубанню, тут їх вожді принесли взаємну клятву. Потім вони повторили цю клятву перед язичницькими ідолами кабардинців. Настав третій день, і кабардинський вождь оголосив свої умови. Він зажадав, щоб франки віддалилися за Кубань, що вони й змушені були виконати. Частина їх пішла до підніжжя Ельбрусу, де вони забули й свою віру, й своє походження. |

Отже, до кінця XVII століття нащадки генуезців і френккардашів розчинилися серед місцевого християнського населення, перейнявши мову й релігію та через століття, після російсько-турецької війни 1768—1774 років, були виселені в Приазов'я.